# 2918 Salazar
2918 Salazar је астероид главног астероидног појаса чија средња удаљеност од Сунца износи 3,168 астрономских јединица (АЈ).
Апсолутна магнитуда астероида је 11,9.